# Transport autobusowy w Kartuzach
Transport autobusowy w Kartuzach – system transportu publicznego w Kartuzach, istniejący od XX wieku. Linie kursujące po mieście należą do przewoźników: Przewozy Autobusowe Gryf, PKS Gdynia i Przewozy Albatros.

## Historia
Pierwsze autobusy w mieście kursowały od 1926 na trasie Gdańsk-Żukowo-Kartuzy. Intensywny rozwój przedwojennej komunikacji autobusowej nastąpił roku 1936, kiedy to autobusy z Kartuz jeździły nie tylko do Gdańska, ale również do stolic ościennych powiatów, a nawet do Bydgoszczy. Pierwszy dworzec autobusowy znajdował się na rynku. W 1938 powstała spółka Kaszubska Spółka Komunikacyjna, która przejęła większość kursów. W czasach PRL utworzono Wojewódzkie Przedsiębiorstwo Państwowej Komunikacji Samochodowej w Gdańsku, obsługujące również teren powiatu kartuskiego (obecny PKS Gdańsk), a w 1991 w lokalnym urzędzie gminy zarejestrowano firmę Mariana Koteckiego o nazwie Przewozy Autobusowe Gryf. W 2010 roku P. A. Gryf odkupił od PKS Gdańsk jego kartuski oddział wraz z dworcem, bazą i flotą, dzięki czemu zdominował przewozy na terenie Kartuz. Obecnie połączenie z miastem zapewniają również PKS Gdynia i Przewozy Albatros.

### Komunikacja miejska

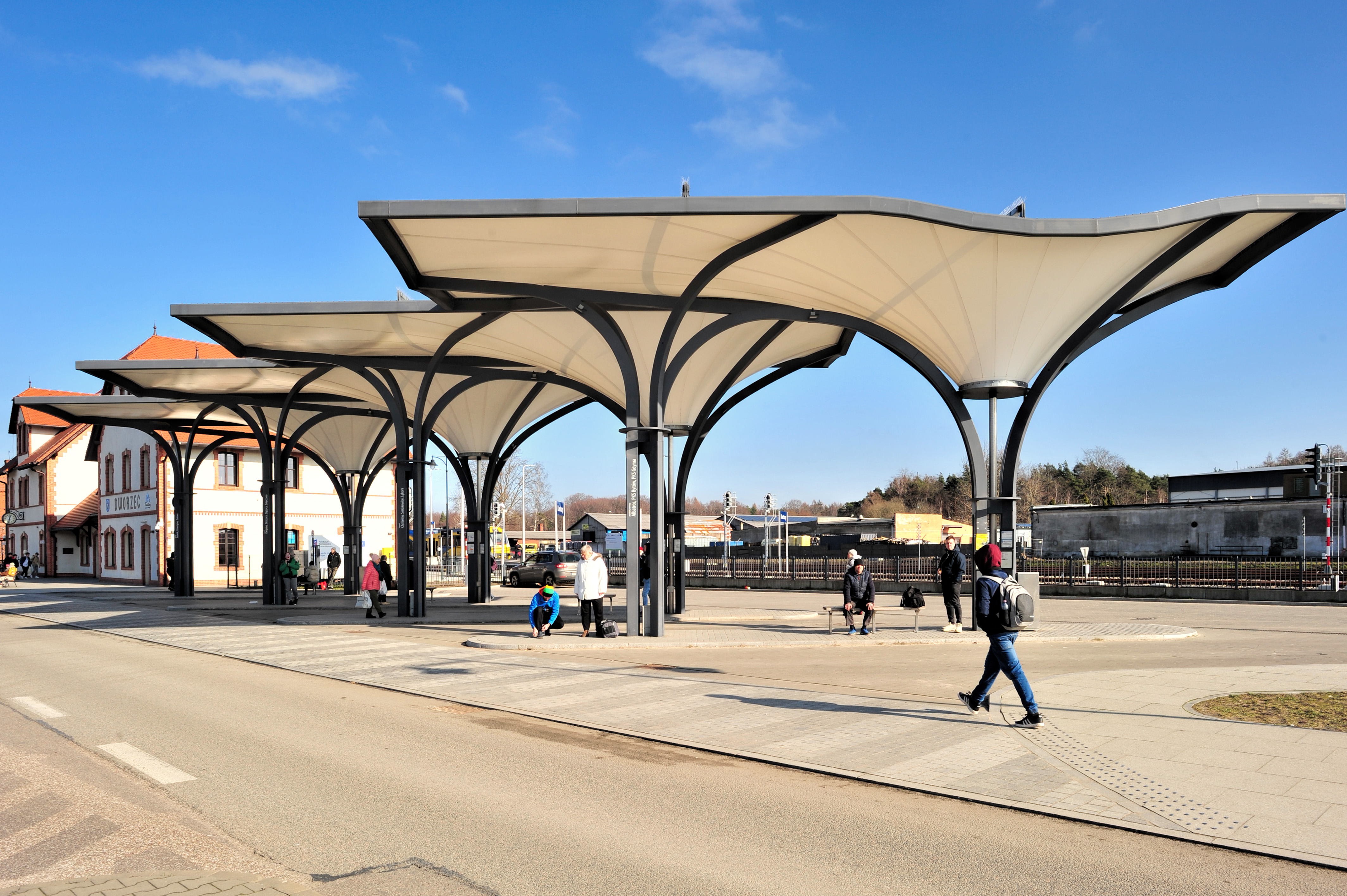
Dworzec autobusowy w Kartuzach

W ramach umowy miasta z Przewozami Autobusowymi Gryf, po uprzedniej zgodzie radnych miejskich, wyrażonej 9 października, dwie linie należące do przewoźnika – miejska (nr 1) i sołecka (nr 9) 2 listopada 2020 weszły w skład kartuskiej komunikacji miejskiej. Środki finansowe na nie otrzymano w ramach Funduszu Rozwoju Przewozów Autobusowych o Charakterze Użyteczności Publicznej. Operatorem Kartuskiej Komunikacji Autobusowej został lokalny przewoźnik, Przewozy Autobusowe Gryf. Początkowo oba połączenia miały charakter pilotażowy, po 31 grudnia 2020 miasto zdecydowało się przedłużyć funkcjonowanie połączeń (dofinansowanie udało się uzyskać na okres do końca 2021), przy jednoczesnym przedłużeniu umowy z przewoźnikiem.